# Светловолосое дитя
«Светловолосое дитя» (англ. Fair Haired Child) — девятая серия первого сезона телесериала «Мастера ужасов». Впервые серия была показана 6 января 2006 года. Режиссурой занимался Уильям Мэлоун.

## Сюжет
Действие серии начинается с демонстрации некоего мрачного обряда. После этого действие переносится к замкнутой девочке Таре, которая не имеет друзей в своём классе. Её похищает странная пара и запирает в подвале дома. Однако в подвале она не одна, здесь также находится мальчик, горло которого изуродовано висельной петлёй, в связи с чем он не может разговаривать. Этот мальчик оказывается сыном похитителей. Он утонул в озере, но родители пошли на сделку с дьяволом. Для того чтобы мальчик жил, им нужно отдать за него 12 детей. Тара оказывается последней из них и узнает страшную тайну мальчика. Но девочка отдаёт ему свою жизнь. Мальчик просит у неё прощение перед убийством, а в момент убийства девушка пишет на листе бумаги кровью: «Я прощаю тебя, Джонни». Сын жив, и родители рады, однако мальчик тоже пошёл на сделку с дьяволом и пообещал ему своих родителей за Тару. Девочка оживает.

## В ролях
| Актёр            | Роль               |
| ---------------- | ------------------ |
| Линдсей Палсифер | Тара               |
| Джесси Хэддок    | Джонни             |
| Лори Петти       | Джудит             |
| Уолтер Фелан     | Светловолосое дитя |
| Уильям Сэмплс    | Антон              |

## Восприятие
Автор портала Dread Central Джонни Бутан в своей рецензии отмечает: «Отличная игра, интересный саундтрек (который чередуется от слегка жуткого до совершенно ужасающего) и почти идеальный темп повествования — всё это в совокупности со всем вышеперечисленным делает этот эпизод одним из самых солидных и впечатляющих эпизодов сериала».
Фрэнк Хайнен (Cinemagazine.nl) оценил серию на 3,5 звезды. По его мнению, «Тематически „Светловолосое дитя“ главным образом хочет показать, на что могут быть способны люди, когда им трудно перенести большую утрату».
DVD Talk похвалил игру Хэддока и Палсифер, при этом назвав выступление Петти и Сэмплса «слабым звеном».